# Fat Old Sun
Pistes de Atom Heart Mother
Summer '68
(3) Alan's Psychedelic Breakfast
(5)
Fat Old Sun est la quatrième chanson de l'album Atom Heart Mother du groupe de rock progressif britannique Pink Floyd. La chanson a été écrite et composée par David Gilmour. Il y joue tous les instruments sauf le piano. La chanson a été jouée en concert dès le 16 juin 1970 soit quatre mois avant sa sortie officielle sur l’album en octobre 1970. En spectacle, elle pouvait durer jusqu'à 15 minutes. David Gilmour l'a reprise lors de ses tournées en solo, notamment dans le DVD Remember That Night.

## Crédits
paroles et musique de David Gilmour
- David Gilmour : voix, guitare, basse, batterie.
- Richard Wright : piano